# Paleoclimatologia
La paleoclimatologia è una branca delle scienze della terra e della climatologia in particolare che ha lo scopo di ricostruire l'andamento del clima nelle epoche passate attraverso l'utilizzo di dati proxy, che sono proprietà chimico-fisiche di particolari archivi naturali, sia organici che inorganici. Trova larga applicazione anche in archeologia per via del grande aiuto che dà per datare i reperti trovati nelle zone di scavi o rinvenimenti.

## Descrizione

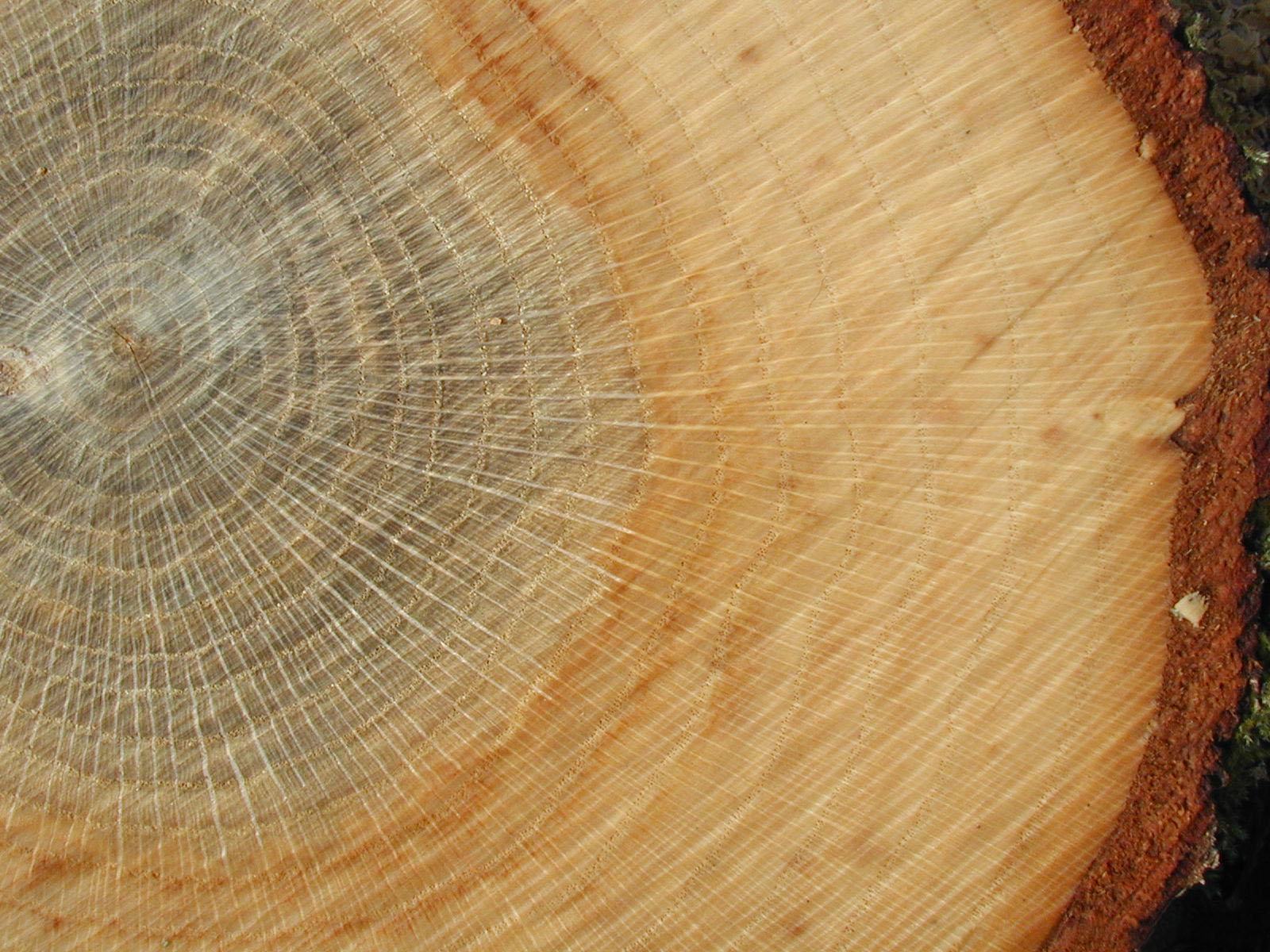
Sezione di un albero

I dati proxy, sono in grado di dare informazioni riguardo alle variazioni di un determinato paleoambiente rispetto ai cambiamenti endogeni ed esogeni che agiscono su di esso. Fra i cambiamenti esogeni c'è anche il clima a scala globale. Le ricostruzioni paleoambientali, quindi, consentono di comprendere come l'ambiente studiato abbia reagito alle variazioni climatiche, indirettamente quindi consentono di effettuare anche ricostruzioni paleoclimatiche.
Fonti di dati per lo studio della paleoclimatologia sono i ghiacciai (al cui interno, per carotaggio, si possono trovare residui organici come il polline, studiati dalla palinologia, o possono essere analizzati chimicamente), i fossili (organismi e piante fossili di origine marina o continentale studiati dalla paleobotanica), lo studio dei sedimenti geologici, degli anelli di crescita degli alberi (dendroclimatologia), e la stratigrafia isotopica, che si occupa di studiare le variazioni nel rapporto degli isotopi stabili di alcuni elementi chimici ritenuti indicativi.

### Incertezze e limiti
Tanto più si va indietro nel tempo tanto più diminuisce la sensibilità dei tali studi e aumenta conseguentemente l'incertezza o errore sui risultati. Altra fonte di incertezza sui risultati deriva dalle diverse elaborazioni statistiche applicate ai dati raccolti cioè alle serie storiche.

## Risultati scientifici

### Andamento storico del clima terrestre

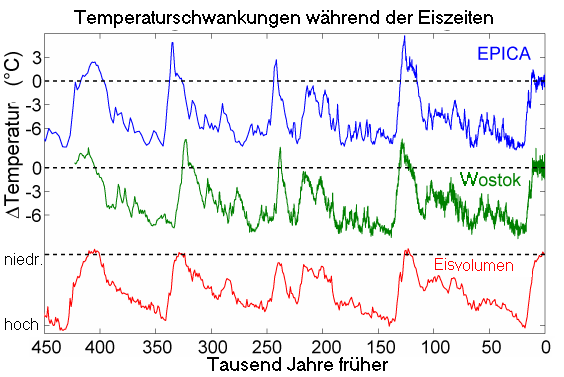
I cicli di glaciazione e periodi interglaciali secondo i carotaggi dal Neozoico in poi.

La Terra ha 4,5 miliardi di anni e la paleoclimatologia è arrivata a studiare il clima della Terra fino a circa 2,5 miliardi di anni. A tale epoca, infatti, arrivano le rocce e i fossili più antichi attraverso i quali è possibile ricostruire, in maniera più o meno approssimata, il clima terrestre. Attraverso l'analisi climatica terrestre si sono potuti individuare dei cicli climatici precisi che si ripetono nel tempo con intervalli di tempo alquanto regolari. Tra i vari cicli si distinguono quelli che hanno durata di milioni di anni (Ere Glaciali, Ere Interglaciali), quelli che durano migliaia di anni (periodi glaciali, periodi interglaciali), quelli che hanno durata minore e seguono cicli più brevi di centinaia o decine di anni. 
In generale si distinguono tre scale temporali:
- variazione climatiche a grande scala temporale (milioni di anni con l'alternarsi di Ere glaciali ed Ere interglaciali);
- variazioni climatiche a scala temporale media (di migliaia di anni con l'alternarsi di Periodi glaciali e Periodi interglaciali) caratterizzate dalle "glaciazioni";
- variazioni climatiche a scala temporale ridotta (decine e centinaia di anni con fasi fredde di raffreddamento climatico e fasi calde di riscaldamento climatico caratterizzate da abbassamento o innalzamento delle temperature).

In primo grado, il clima terrestre è stato suddiviso in Ere Glaciali ed Ere Interglaciali, ossia periodi lunghi vari milioni di anni in cui sulla Terra esistono ghiacci (Ere glaciali) o non ve ne è traccia (Ere Interglaciali). Ovviamente le temperature terrestri sono più elevate durante le Ere Interglaciali rispetto alle Ere Glaciali. In secondo grado, ogni Era Glaciale è stata suddivisa in Periodi glaciali e Periodi interglaciali, ossia periodi lunghi migliaia di anni in cui si registra un generale avanzamento (glaciazioni) o arretramento dei ghiacci (Periodo interglaciale). Le temperature terrestri rimangono relativamente più elevate durante i Periodi interglaciali rispetto ai Periodi glaciali. In terzo grado, analizzando fasi più brevi del clima terrestre della durata di decine o centinaia di anni, si possono individuare delle fasi più o meno cicliche: in particolare tra le fasi cicliche si è trovata una variabilità legata all'attività solare che presenta cicli con periodi di 11 anni (ciclo undecennale del Sole) e 200 anni; mentre tra i fattori non ciclici si trova una correlazione tra abbassamenti della temperatura e importanti eruzioni vulcaniche o altri eventi geologici ancora in studio.

### Ultime Glaciazioni (2 milioni di anni fa - 10000 a.C.)

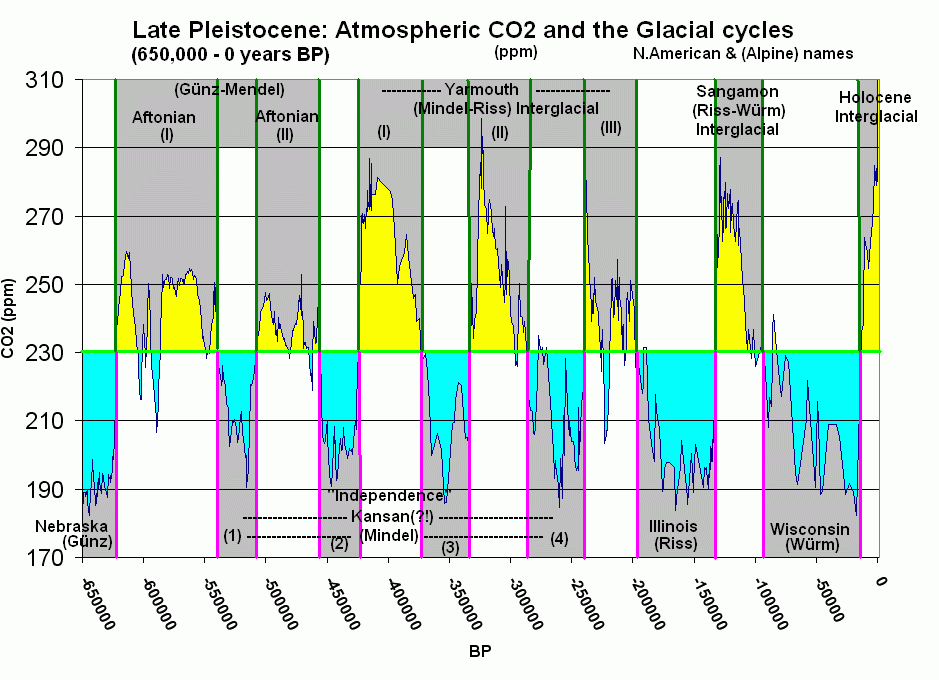
Cicli glaciali e interglaciali rappresentati mediante la misurazione della presenza di CO₂ atmosferico, rilevato in campioni di ghiaccio a partire da 650 000 anni fa

In particolare, negli studi di paleoclimatologia interessa ricostruire con sempre maggior precisione il clima più recente della Terra.
Analizzando il clima dell'attuale Era Glaciale, si possono individuare 4 periodi glaciali e 4 periodi interglaciali ossia 4 fasi di glaciazione e altrettante di ritiro dei ghiacci. 
Le 4 glaciazioni sono:
1. Günz, da circa 680 000 a 620 000 anni fa;
2. Mindel, da circa 455 000 a 300 000 anni fa;
3. Riss, da circa 200 000 a 130 000 anni fa;
4. Würm, da circa 110 000 a 12 000 anni fa.

Mentre le fasi interglaciali tra una glaciazione e l'altra si chiamano Günz-Mindel, Mindel-Riss, Riss-Würm e l'attuale Periodo Postglaciale.

### Periodo postglaciale (10000 a.C. - presente)

Andamento della temperatura globale negli ultimi 2000 anni, secondo dieci diversi studi (controversia della mazza da hockey).

Il periodo interglaciale che stiamo attualmente attraversando (periodo postglaciale) è iniziato circa 10-12 000 anni fa e la sua analisi avviene per mezzo di cronologie molto accurate grazie soprattutto agli studi di dendroclimatologia, in particolare per l'Europa.
- 8000 a.C.-7000 a.C.: "Fase preboreale recente". Periodo caratterizzato da temperature fredde.
- 7000 a.C.-5500 a.C.: "Fase boreale". Temperature più calde, inverni miti.
- 5500 a.C.-2000 a.C.: "Fase atlantica". Ancora più calda della precedente: in Europa le temperature medie salgono fino a 4 °C sopra quelle attuali e si mantengono stabilmente alte. I ghiacciai erano arretrati a livelli inferiori a quelli attuali; il Mare Artico era probabilmente libero dai ghiacci durante l'estate. Il clima caldo favorì lo sviluppo delle culture dell'Età del bronzo nel Nord Europa.
- 2000 a.C.-500 a.C.: "Fase subboreale". Ritorno a un clima più freddo e piovoso. I ghiacciai riprendono ad avanzare. Le temperature scendono gradualmente fino al 1300 a.C. circa, quando ricominciano a salire.
- 500 a.C.-500 d.C.: "Periodo caldo romano". Fase caratterizzata da temperature sopra il livello attuale.
- 500-800: "Piccola era glaciale tardoantica". Breve fase caratterizzata da un clima più freddo.
- 800-1300: "Periodo caldo medievale". Fase caratterizzata da temperature alte, fino a 2 °C sopra il livello attuale in alcune zone del pianeta, ma mediamente inferiori a quelle odierne a livello globale. Si coltivava la vite in Norvegia. Grazie all'aumento delle aree coltivabili la popolazione dell'Europa quadruplicò durante questo periodo.
- 1300-1850: "Piccola era glaciale". Il clima freddo e instabile favorì il ripetersi di carestie ed epidemie (la più grave fu la peste nera a metà del XIV secolo). Avanzamento dei ghiacciai su tutta l'Europa.
- 1850-presente: nuovo progressivo aumento delle temperature (con una temporanea inversione di tendenza tra il 1940 e il 1975). Ritiro dei ghiacciai. Negli ultimi anni si sono toccate le temperature medie più alte da quando esistono le registrazioni.